# Николаевка (Белгород-Днестровский район)
Николаевка (укр. Миколаївка, рум. Nicolăeni в 1918—1940) — село, расположенное на берегу Чёрного моря. Относится к Белгород-Днестровскому району Одесской области Украины.
Население курорта по переписи 2001 года составляло 1516 человек. Почтовый индекс — 67794. Телефонный код — 4849. Занимает площадь 4,05 км².

## Местный совет
67794, Одесская обл., Белгород-Днестровский р-н, с. Николаевка, ул. Ленина, 62

## Курортная деятельность
Село Николаевка находится приблизительно в 100 км от Одессы. Николаевка и еще два населенных пункта Большая Балабановка и Малая Балабановка расположены возле моря и относятся к рекреационной зоне Одесской области. Морской берег не имеет высоких крутых обрывов, спуски к морю очень удобные, морское дно — пологое, пляж — песчаный.
В прошлом отдых в Николаевке, зачастую, рассматривался исключительно как «зеленый туризм» или как отдых «дикарем». Но в последнее годы ситуация изменилась. Построено несколько современных пансионатов и баз отдыха, обеспечивающих необходимый уровень комфорта. Некоторые из них находятся непосредственно возле моря. Также здесь расположены несколько лагерей отдыха для детей и база отдыха Академии наук Молдовы.

## Транспорт
Автомобильный транспорт является основным транспортом в селе. Доехать от Одессы до Николаевки можно за два часа, следуя через населенные пункты Затока, Приморское, Курортное. Состояние дорожного покрытия на участке дороги от Одессы до Николаевки — хорошее.
Проехать по буджакской степи возле лиманов в сторону Вилкова возможно только по проселочным дорогам.
Дороги были отремонтированы в 2019 году, но местами уже появляются выбоины. В сезон уборки полей, дороги страдают от зерновозов, и спец техники.
Автобусы и маршрутные такси различных сообщений (Одесса, Белгород-Днестровский, молдавское направление и пр.) ходят регулярно.